# Andrzej Przeworski
Andrzej Przeworski (Krakau, 11 februari 1900 – Warschau, 24 november 1952) was een Pools voetballer die gedurende zijn carrière speelde voor Cracovia Kraków en Polonia Warschau. Na zijn spelerscarrière was Przeworski onder meer coach van het Pools voetbalelftal en voorzitter van de Poolse voetbalbond.
Przeworski speelde 1 wedstrijd voor het Pools voetbalelftal, dit was op 3 september 1922 in een wedstrijd tegen Roemenië.